# Imre Madách
Imre Madách (20. ledna 1823, Alsósztregova, dnes Dolná Strehová na Slovensku– 5. října 1864, tamtéž) byl maďarský romantický spisovatel, básník a dramatik, autor jednoho z nejvýznamnějších děl maďarské literatury, divadelní hry ve verších Tragédie člověka.

## Život
Pocházel ze staré šlechtické rodiny. Po studiu práv v Pešti, kde rovněž začala jeho literární činnost, se vrátil roku 1840 do rodné župy, věnoval se politice a pod pseudonymem Timon psal satirické články, zaměřené proti župnímu systému do časopisu Pesti Hirlap. Jeho první lyrické básně jsou na úrovni dobové almanachové poesie a jeho první divadelní hry z let 1840–1843 nejsou také umělecky příliš silné, ale jíž se v nich projevují jeho pozdější důležité motivy (láska ke svobodě, problém vztahu muže a ženy a protiklad ideálů a jeho uskutečnění).
Revoluce v letech 1848–1849 se pro nemoc nezúčastnil, ale po jejím pádu ukrýval jednoho z pronásledovaných účastníků, za což byl odsouzen na rok do vězení. Po návratu zjistil, že se jeho manželství s Erzsébet Fráterovou rozpadlo, což jej poznamenalo trpkým zklamáním. Žil pak dlouho pouze se svou matkou a zabýval se studiem filosofických a přírodovědeckých děl. Přitom se v něm zrodila myšlenka zobrazit velké otázky lidstva v dramatickém díle. Tak vzniklo v letech 1859–1860 jedno z nejvýznamnějších děl maďarské literatury, divadelní hra ve verších Tragédie člověka. Posléze se vrátil opět do politického života a roku 1861 se stal poslancem své župy. Roku 1863 se stal členem Maďarské akademie věd. Zemřel na následky srdeční choroby.
Byl pochován ve svém rodišti, kde je dnes také jeho museum.

## Výběrová bibliografie

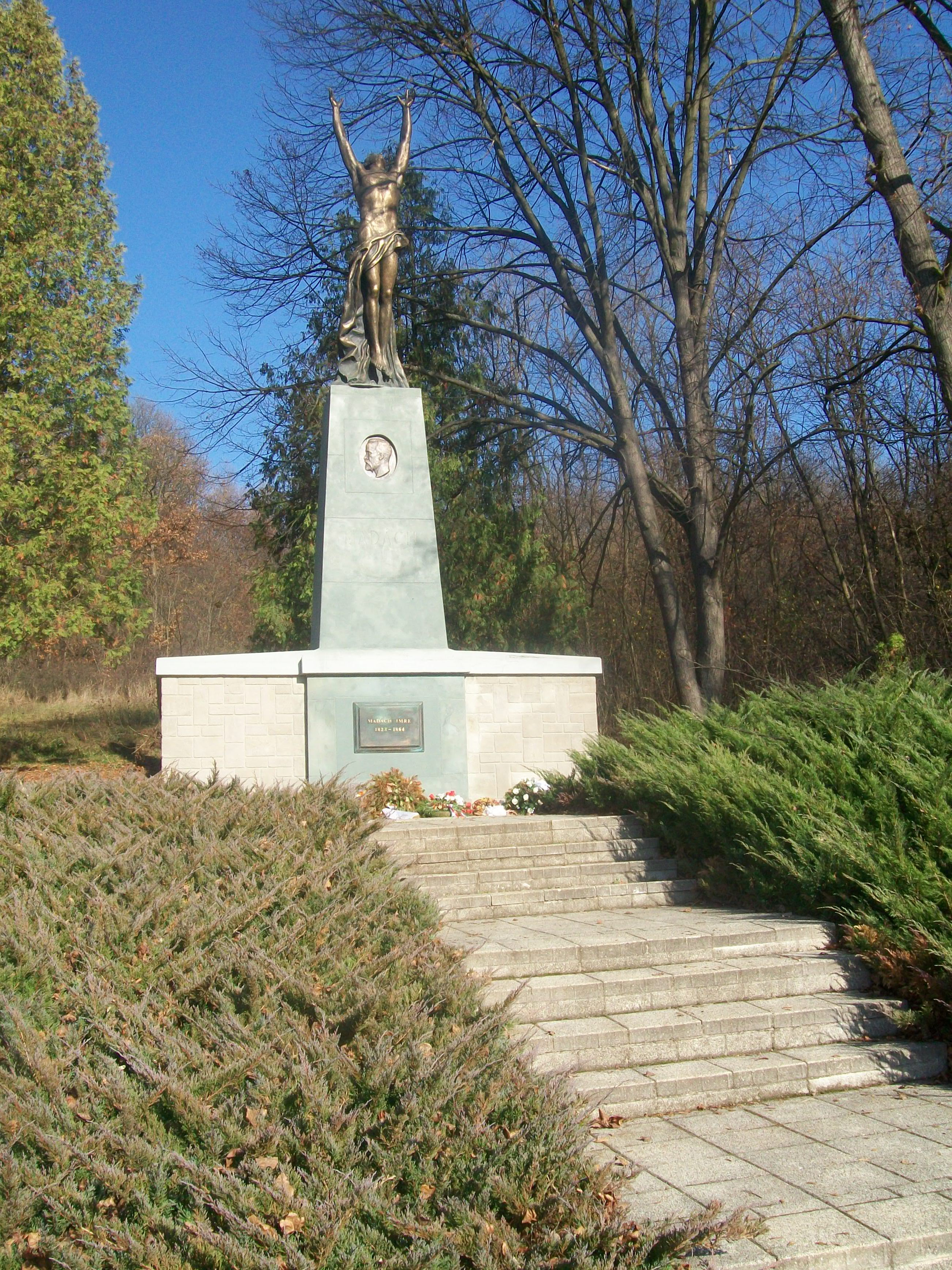
Madáchova hrobka v Dolné Strehové

- Lantvirágok (1840, Květy loutny), sbírka básní.
- Mária királynő (1840, Královna Marie), přepracováno 1855, historická divadelní hra o uherské královně Marii Uherské.
- další divadelní hry z let 1840-1843: Jó név és erény (Dobré srdce a cnost), Commodus o římském císaři Commodovi, Nápolyi Endre o Ondřeji Neapolském a Csak tréfa (Jen žert).
- Csák végnapjai (1843, Csákovy posledmí dny), přepracováno 1861, divadelní hra o Matúšovi Čákovi Trenčanském.
- Férfi és nő (1843, Muž a žena), parafráze Sofoklovy hry Trachiňanky.
- Vadrózsák (1844, Plané růže), cyklus milostných básní.
- A civilizátor (1859, Civilizátor), divadelní hra, satira na Bachův režim.
- Mózes (1860-1861, Mojžiš), divadelní hra, ve které vyvedení židovského národa z Egypta symbolizuje snahu Maďarů o národní svobodu, poprvé uvedeno v Kološváru roku 1888.
- Az ember tragédiája (1862, Tragédie člověka), divadelní hra, ve které autor hledá odpověď na otázku o smyslu lidských dějin. V patnácti obrazech prochází snící Adam, provázen Luciferem a Evou, jednotlivými obdobími dějin a vždy je znovu a znovu zklamán lidskou společností. Nakonec sice přijme tuto skutečnost, ale Hospodinova slova útěchy „Člověče, věř si, bojuj, vytrvej!“, ho utvrdí v myšlence, že po pádu je nutno znovu vsát a dále bojovat. Jde o nejslavnější autorovo dílo, které vzniklo v letech 1859–1860, před vydáním roku 1862 (na titulním listu je uvedeno 1861) jej jazykově upravil János Arany, na divadle bylo poprvé uvedeno roku 1883 v Pešti.
- Tündérálom (1864, Kouzelný sen), fragmenty divadelní hry.[1]

## Adaptace

### Film
- Az ember tragédiája (1969, Tragédie člověka), maďarský film, režie Miklós Szinetár.
- Angyali üdvözlet (1984, Zvěstování), maďarský film podle autorovy hry Tragédie člověka, režie András Jeles.
- Az ember tragédiája (2011, Tragédie člověka), maďarský animovaný film, režie Marcell Jankovics.

### Hudba
- Az ember tragédiája (1970, Tragédie člověka), opera maďarského skladatele Györgyho Ránkiho.[5]

## Česká vydání a inscenace
- Tragédie člověka, divadelní inscenace, Praha: Národní divadlo 1892, překlad František Brábek a Jaroslav Vrchlický, režie František Karel Kolár.[6]
- Tragédie člověka, Praha: Jan Otto 1893, přeložil František Brábek, druhé vydání 1904.
- Tragédie člověka, Praha: SNKLHU 1960, přeložil Kamil Bednář a Ladislav Hradský.